# Тюльпанові дерева (пам'ятка природи)
Тюльпа́нові дере́ва — ботанічна пам'ятка природи місцевого значення в Україні. Розташована в місті Сквира Київської області, на вулиці Селекційній, 1 (територія Сквирської дослідної станції). 
Площа 0,02 га. Оголошено рішенням 13 сесії Київської обласної ради ХХІІІ скликання від 5 жовтня 2000 року № 231-13-ХХІІІ. 
Тюльпанове дерево з родини магнолієвих — реліктова рослина, за даними палеонтології відома ще з крейдяного періоду. Вона походить з Північної Америки, де зростає від центральних та східних штатів Сполучених Штатів Америки до Північної Мексики. З XVII століття як високодекоративне швидкоросле дерево введено в культуру рядом європейських країн, у тому числі і Україною. Екземпляри тюльпанового дерева на станції мають вік близько 40 років, висоту — 16 м, діаметром до 25 см.